# کولیستا ملانورا
کولیستا ملانورا (انگلیسی: Culiseta melanura) پشه‌ای دُم‌سیاه متعلق به خانوادهٔ کولیسیده است. این پشه عمدتاً در شرق و مرکز ایالات متحده آمریکا یافت می‌شود.
ماده بالغ کولیستا ملانورا عمدتاً وعده‌های خونی خود را از پرندگان می‌گیرد و مسئول انتقال ویروس انسفالیت اسبی شرقی میان پرندگان است. پستانداران همچنین می‌توانند با این ویروس آلوده شوند و این اتفاق زمانی می‌افتد که سایر گونه‌های پشه مانند آئدس، کوکیاپیدیا و کولکس ابتدا وعده‌های غذایی خون را از پرندگان آلوده و سپس پستانداران را نیش می‌زنند و باعث انتقال ویروس می‌شود.
کولیستا ملانورا ناقل ویروس انسفالیت اسبی شرقی است. اسکات و لورز در سال ۱۹۹۸ دریافتند که ویروس انسفالیت اسبی شرقی برای پشه هم خوش‌خیم نیست و طول عمر کولیستا ملانورا را کاهش می‌دهد.